# Экоофис
Экоофис (ОАО «Экоофис») — московская компания, работающая в сфере управления недвижимостью.

## Деятельность и показатели
Компания основана Андреем Ковалёвым в 1991 году. Занималась скупкой промышленных площадей, бывших заводов на территории Москвы, оборудованием в них офисных и торговых помещений с последующей сдачей в аренду. Пост гендиректора занимает Татьяна Ковалёва.
В 2007 году у одной из дочерних компаний «Интерроса» была приобретена «Первая макаронная компания». В октябре 2011 ПМК была продана итальянскому производителю макарон — компании De Cecco.
В 2013 году дочерней компании Мосмебельпром, входящей в ГК «Экоофис», рейтинговым агентством «Эксперт РА» был присвоен рейтинг А (высокий уровень кредитоспособности), прогноз «стабильный».

### В рейтинге Forbes
С 2005 по 2012 год ГК «Экоофис» входила в рейтинг «30 крупнейших рантье» Forbes среди девелоперских компаний Москвы.
- 2005 год — 15-е место. Выручка $32 млн.[5]
- 2007 год — 14-е место с выручкой $64 млн.[6]
- 2008 год — 12-е место с выручкой $87 млн.[7]
- 2009 год — 12-е место с выручкой $100 млн.[8]
- 2010 год — 25-е место. Выручка составила $45 млн.[9]
- 2011 год — 23-е место, выручка $55 млн.[10]
- 2012 год — 23-е место, выручка $55 млн.[11]

## Проекты
Общая площадь объектов составляет более 300 тыс. м².
- Бизнес-парк «Ультрамарин».
- Бизнес-центры «Кожевники» «Дербеневский», «Соколиный дворик», на Тверской.
- Офисно-складские комплексы «Медведково», «Перово Поле».
- Торгово-офисный центр «Подсолнухи»
- Фудкорт «Подсолнухи Art&Food”.
- Торговый центр «Мебель России» и др.

В 2019 году компания выиграла тендер на восстановление усадьбы Гребнево в Московской области.